# FC Inhulets Petrove
Futbolniy Klub Inhulets Petrove ou simplesmente Inhulets Petrove (em ucraniano: Інгулець),[carece de fontes?] é um clube de futebol ucraniano da cidade de Petrove fundado em 2013. Atualmente, disputa a temporada 2021- da primeira divisão do Campeonato Ucraniano de Futebol.

## História
O clube foi fundado em 2013 como o nome de AF Piatykhatska Volodymyrivka, e começou a disputar competições no ano seguinte.

### Estádio

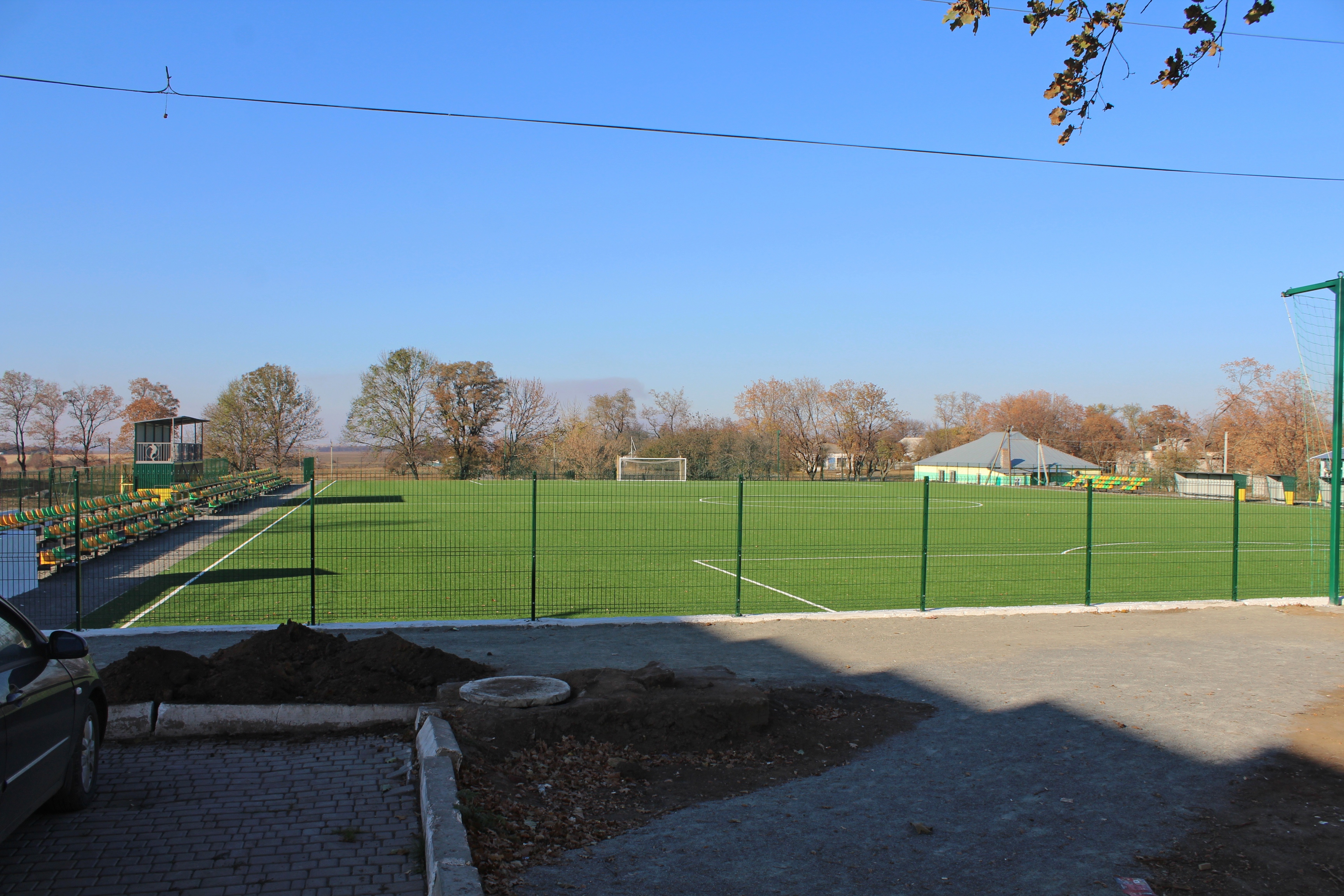
Volodymyrivka Oleksandr Povorozniuk Stadium 1

O estádio do clube é o Estádio Volodymyrivka Oleksandr Povorozniuk, mais conhecido como Estádio Inhulets, que tem capacidade dem público de apenas 1,720 pessoas.
O Estádio Inhulets é utilizado pelo clube nos jogos da Copa da Ucrânia, nos jogos do Campeonato Ucraniano de Futebol e funciona também como centro de treinamento.
O Inhulets também é usado em jogos do time B, o FK Inhulets Petrove-2, que disputa o campeonato amador desde 2015.
O clube também usa, para seus jogos como mandante, o estádio Stanislava Berezkina que comporta 13.305 pessoas.

### Campeonato Amador
Ainda como AF Piatykhatska Volodymyrivka, o clube estreou em 2014, disputando o Campeonato Ucraniano de Futebol Amador. E com 4 vitórias, um empate e uma derrota, o clube somou 13 pontos na primeira fase classificando em primeiro lugar no Grupo 3. Na segunda fase, venceu duas e empatou uma, classificando-se para a final da competição. Na final o clube foi derrotado por 1-0 pela equipe do Rukh Vynnyky e ficou com o vice-campeonato do Campeonato Amador.

### Mudança de Nome

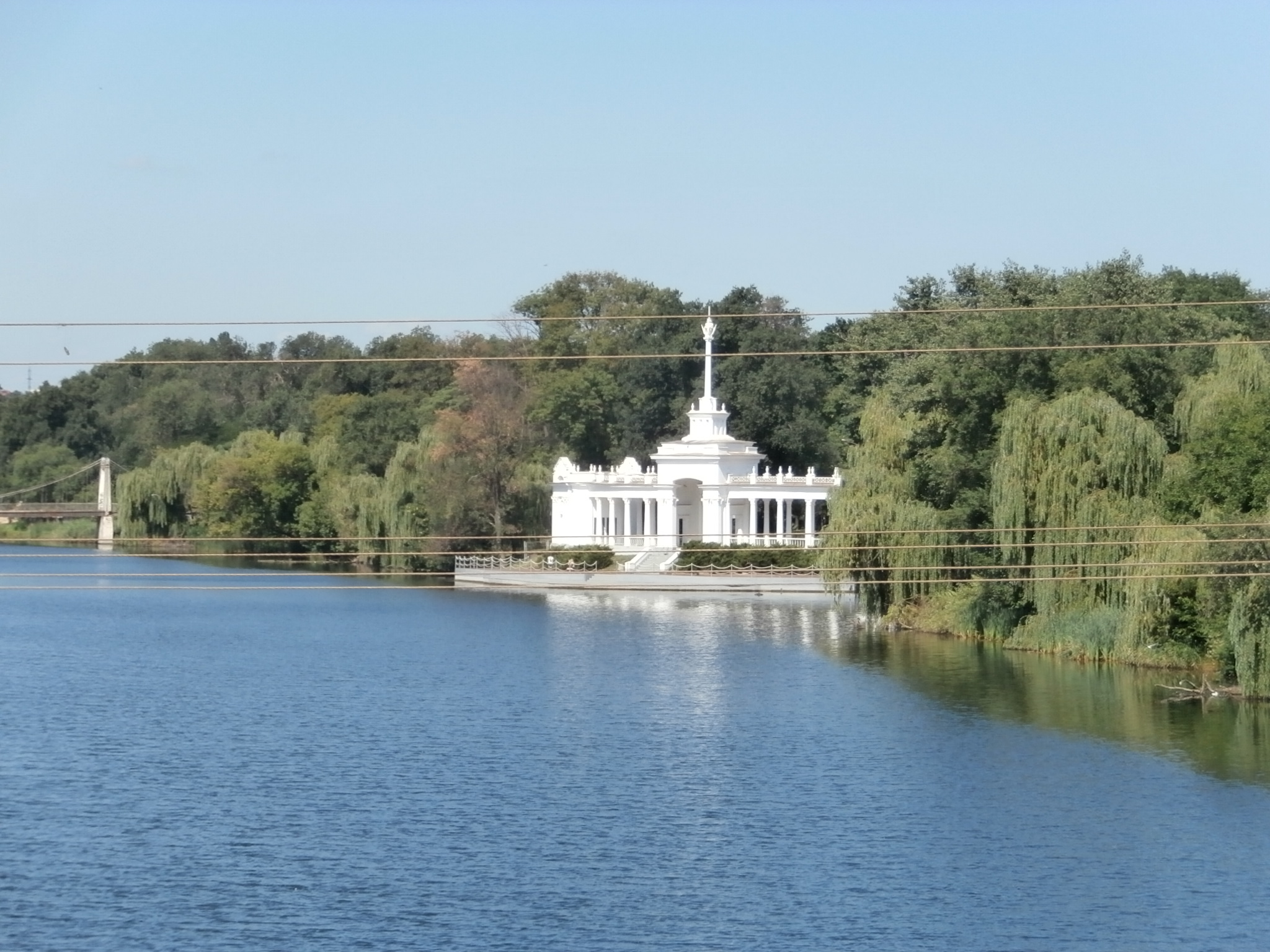
Rio Inhulets (Ucrânia)

Em 2015, o clube mudou de nome passando a se chamar Futbolniy Klub Inhulets Petrove. Inhulets, em alusão ao Rio Inhulets e Petrove em referência a cidade do clube.
O clube novamente disputou o Campeonato Ucraniano de Futebol Amador. Com 4 vitórias e duas derrotas a equipe somou 12 pontos e ficou em primeiro lugar no Grupo 3, avançando para a segunda fase da competição. Na segunda fase, venceu seis e perdeu quatro das 10 partidas disputadas ficando em segundo lugar no Grupo B. Nesse mesmo período, antes de finalizar o campeonato amador, o clube conseguiu a autorização para profissionalizar e ingressar na terceira divisão do Campeonato Ucraniano de Futebol, colocando o time reserva para terminar o campeonato amador.

### Terceira Divisão
Na temporada 2015-16, o clube disputou a terceira divisão do Campeonato Ucraniano de Futebol. Com 14 vitórias, oito empates e quatro derrotas, o clube somou 50 pontos, ficando em terceiro lugar. O clube foi um dos sete promovidos para a segunda divisão, junto com: NK Veres Rivne, Bukovyna Chernivtsi, Skala Stryi, FK Arsenal Kiev e FK Kolos Kovalivka (campeão da competição).

### Segunda Divisão
Na temporada 2016-17, o clube venceu 10 partidas, empatou oito e perdeu 16 da 34 partidas, somando 38 pontos e terminando a competição na 13ª posição.
Na temporada seguinte, 2017-18, a equipe venceu 21, empatou seis e perdeu sete das 34 partidas disputadas e somou 69 pontos. Finalizando a competição em quarto lugar.
Na temporada seguinte, 2018-19, a equipe venceu 11, empatou nove e perdeu oito das 28 partidas disputadas e somou 42 pontos. Finalizando a competição em sétimo lugar.

#### Acesso
Foi temporada 2019-20, a equipe que a equipe conseguiu o acesso à primeira divisão ucraniana ao terminar a competição em terceiro lugar, atrás apenas de FC Minaj (equipe campeã) e FC Rukh Lviv. A equipe de Petrove venceu 17, empatou nove e perdeu quatro das 30 partidas disputadas e somou 60 pontos. 

### Primeira Divisão
Na temporada 2020-21, o clube disputou pela primeira vez a primeira divisão do Campeonato Ucaniano. A equipe venceu cinco, empatou 11 e perdeu 10 das 26 partidas disputadas; somando 26 pontos. A pontuação resultou em uma 12ª colocação, o que garantiu a permanencia na primeira divisão do Campeonato Ucraniano apenas 4 pontos a mais que o penúltimo colocado e rebaixado FK Olimpik Donetsk.
2021-22 é segunda temporada do clube na primeira divisão do Campeonato Ucraniano.

## Elenco
Fonte: inhulets.com
Nota: Bandeiras indicam equipe nacional, conforme definido pelas regras de elegibilidade da FIFA. Os jogadores podem ter mais de uma nacionalidade não-FIFA.
| N.º |         | Posição | Jogador                     |
| --- | ------- | ------- | --------------------------- |
| 1   | Ucrânia | G       | Bohdan Shust                |
| 4   | Tunísia | D       | Mohamed Ali Ben Salem       |
| 5   | Ucrânia | M       | Yevhen Zaporozhets          |
| 7   | Ucrânia | M       | Vladyslav Sharay            |
| 8   | Ucrânia | D       | Pavlo Polehenko             |
| 9   | Ucrânia | A       | Mykhaylo Plokhotnyuk        |
| 10  | Ucrânia | M       | Oleksandr Kozak             |
| 11  | Croácia | M       | Mladen Bartulović (capitão) |
| 12  | Ucrânia | G       | Danylo Veklych              |
| 15  | Ucrânia | M       | Andriy Korobenko            |
| 17  | Ucrânia | A       | Artem Sitalo                |
| 21  | Ucrânia | G       | Yevhen Halchuk              |
| 22  | Ucrânia | M       | Illya Tsurkan               |
| 23  | Ucrânia | M       | Mykhaylo Shyshka            |
| 24  | Ucrânia | M       | Ivan Holovkin               |

| N.º |                    | Posição | Jogador             |
| --- | ------------------ | ------- | ------------------- |
| 28  | Ucrânia            | M       | Vitaliy Pavlov      |
| 29  | Ucrânia            | D       | Artem Smolyakov     |
| 34  | Países Baixos      | D       | Hennos Asmelash     |
| 39  | Ucrânia            | D       | Yevhen Opanasenko   |
| 43  | Macedónia do Norte | M       | Dmitri Mandrîcenco  |
| 55  | Ucrânia            | D       | Maksym Kovalyov     |
| 60  | Ucrânia            | D       | Dmytro Pospyelov    |
| 73  | Ucrânia            | G       | Artem Malysh        |
| 80  | Ucrânia            | M       | Vladyslav Lupashko  |
| 91  | Ucrânia            | D       | Maksym Melnychuk    |
| 97  | Ucrânia            | M       | Andriy Yakymiv      |
| 99  | Nigéria            | A       | Stephen Gopey       |
|     | Ucrânia            | G       | Danylo Kucher       |
|     | Ucrânia            | M       | Andriy Bliznichenko |